# Вилађо Там Там (Вибо Валенција)
Вилађо Там Там је насеље у Италији у округу Вибо Валенција, региону Калабрија.
Према процени из 2011. у насељу је живело 1 становника. Насеље се налази на надморској висини од 6 м.